# Тихе (Сахалінська область)
Тихе (рос. Тихое) — село у Макаровському міському окрузі Сахалінської області Російської Федерації.
Населення становить 63 особи (2013).

## Історія
З 1905 по 3 вересня 1945 року у складі губернаторства Карафуто Японії, відтак у складі Макаровського міського округу Сахалінської області.

## Населення
| 2002 | 2010 | 2013 |
| ---- | ---- | ---- |
| 73   | ↘64  | ↘63  |